# 酸化ニオブ(II)
酸化ニオブ(II)(Niobium monoxide)は、化学式NbOの無機化合物である。金属の伝導性を持つ灰色の固体である。

## 構造と電気的性質
岩塩型構造と似た独特な立方晶であるが、いくつかの原子が欠損しており、ニオブ原子と酸素原子は、平面四角形分子構造を形成している。ニオブ中心は八面体配位で、ニオブの低級ハロゲン化物内のニオブ八面体クラスターと構造的な類似性を持つ。Nb-Nb結合長は、金属ニオブ内の285 pmに対して、酸化ニオブ(II)内では298 pmである。結合に関するある研究では、金属中心の間に、共有結合に近い強い結合があると結論付けた。
遷移温度が1.38 Kの超伝導体であり、酸化ニオブ(II)粒子の周りに誘電体として酸化ニオブ(V)の層が形成されるキャパシタに用いられる。

## 合成
酸化ニオブ(V)を水素分子で還元することで得られる。また、均化によって作ることもできる。
Nb2O5  + 3 Nb → 5 NbO